# Александровский, Сергей Васильевич (губернатор)
Сергей Васильевич Александровский (28 декабря 1863 — 25 января 1907, Пенза) — пензенский губернатор, убитый эсером.

## Биография
Сын пензенского губернатора Василия Павловича Александровского. В 1877 году поступил в Пажеский корпус, откуда 11 августа 1886 года произведён в корнеты Кавалергардского Её Величества полка. В 1893 году был назначен членом комиссии по довольствию войск Петербургского гарнизона мясом (без содействия подрядчиков), в каковой проявил много энергии и бескорыстного усердия на пользу общевойскового дела. В 1894 году Александровский был командирован в личное распоряжение главнокомандующего войсками гвардии и Петербургского военного округа.
В чине штабс-ротмистра Александровский, в 1898 и 1899 гг., был командирован от Общества Красного Креста в пострадавшие от неурожая губернии Воронежскую, Тамбовскую, Уфимскую и Самарскую для распределения высочайше пожалованных сумм.
6 ноября 1899 г., по домашним обстоятельствам, уволен от службы ротмистром, с мундиром, и назначен чиновником особых поручений министерства финансов. В 1900 году был пожалован камергером. В 1901 году организовывал медицинскую помощь в Южно-Маньчжурском отряде в Китае. Во время землетрясения в Андижане в 1902 году и наводнения в Петербурге в 1903 году Александровский был призван организовать от Общества Красного Креста помощь пострадавшим и в обоих случаях блестяще выполнил возложенные на него задачи.
При возникновении русско-японской войны он был избран членом исполнительной комиссии по оказанию помощи больным и раненым воинам на Дальнем Востоке и получил в заведование отдел личного состава, в ведении которого находилась отправка на театр войны медицинско-санитарного персонала. Но уже по истечении весьма непродолжительного времени Александровскому был предложен пост главноуполномоченного Красного Креста при действующих армиях.
Прибыв на театр военных действий в начале марта 1904 г., он организовал дело помощи больным и раненым и с неослабной энергией вёл его до начала января 1905 года, когда был назначен начальником санитарной части 1-й Маньчжурской армии. Этому делу он придал с самого начала правильную организацию и, ведя его, проявил громадную работоспособность, выдающуюся энергию и полную доступность для каждого обращавшегося к нему, чем много способствовал блестящей деятельности порученной ему санитарной части, работавшей под флагом Красного Креста. Кроме того, со свойственным ему тактом, он сумел установить дружную работу между всеми многочисленными организациями, действовавшими на театре войны. Отличался он и личной храбростью и неоднократно подвергал свою жизнь опасности, находясь, как, например, в Ляоянском бою, в сфере действия огня.
Впрочем, его общественная деятельность подвергалась различной оценке и вызывала иногда не только в обществе и в повременной печати, но и в бюрократических сферах резкую критику. Так, довольно сурово отнёсся к деятельности Александровского в качестве главноуполномоченного Красного Креста на театре русско-японской войны член наблюдательного комитета этого общества, сенатор А. А. Нарышкин, произведший летом 1904 году ревизию учреждений Красного Креста по поручению исполнительной комиссии Общества. Но иную оценку дал ей историк работавших рядом с Красным Крестом на этой войне земских санитарных отрядов Т. И. Полнер, которого нельзя заподозрить в пристрастии к Александровскому:
Он вёл дело опытной рукой, живо и энергично, — И мы не представляем себе человека, который в несчастных условиях последней кампании сумел бы поставить дело Красного Креста лучше... Механизм общества осложнился, движения стали медленнее, вся деятельность приняла более суровый, официальный характер, явилась продолжительная и утомительная переписка, придирчивый и мелочный контроль; личная деятельность оказалась стесненною разного рода формальностями, к тому же сотрудники главноуполномоченного, которыми награждала его исполнительная комиссия, оказывались далеко не всегда пригодными для удовлетворительного ведения возложенных на них обязанностей. Со всем этим Александровский боролся как умел, стараясь вдохнуть жизнь в порученное ему дело и дать возможный простор тем многочисленным организациям общественного характера, которые группировались вокруг Красного Креста.
В 1906 году был назначен губернатором в Екатеринослав, а 1 июля перемещён на ту же должность в Пензу, где 25 января 1907 года и погиб от руки террориста. Убийство произошло в Зимнем театре по окончании спектакля. Кроме губернатора Александровского, террористом были убиты помощник пензенского полицмейстера Михаил Яковлевич Зарин, городовой Михаил Антонович Саблин и пожилой театральный декоратор Румянцев, пытавшиеся остановить преступника.
Похоронен на Никольском кладбище Александро-Невской лавры.